# Plaquita

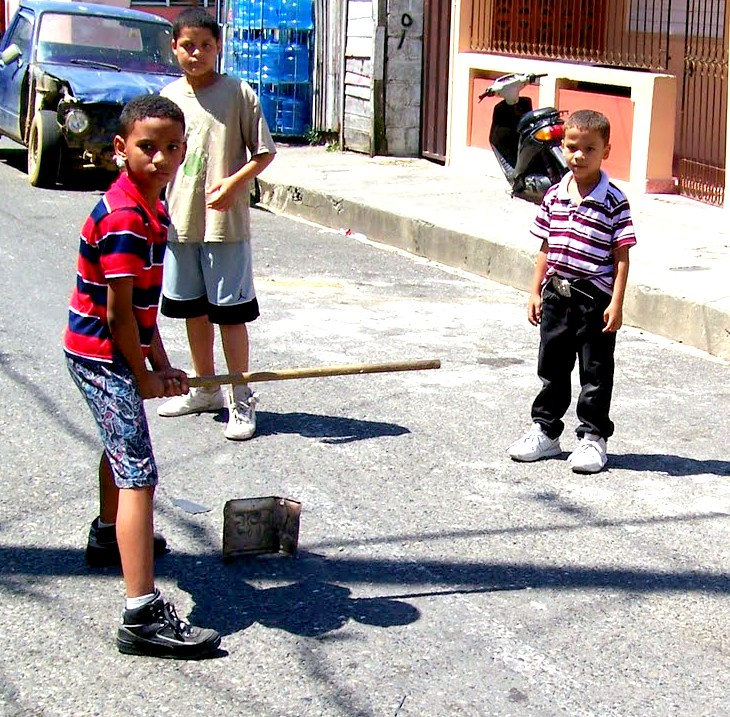
Un bateador en frente de una "placa".

La plaquita o la placa es un juego de bate y bola de la República Dominicana que es similar al críquet. Algunos jugadores del MLB que son de origen dominicano lo han jugado.

## Reglas

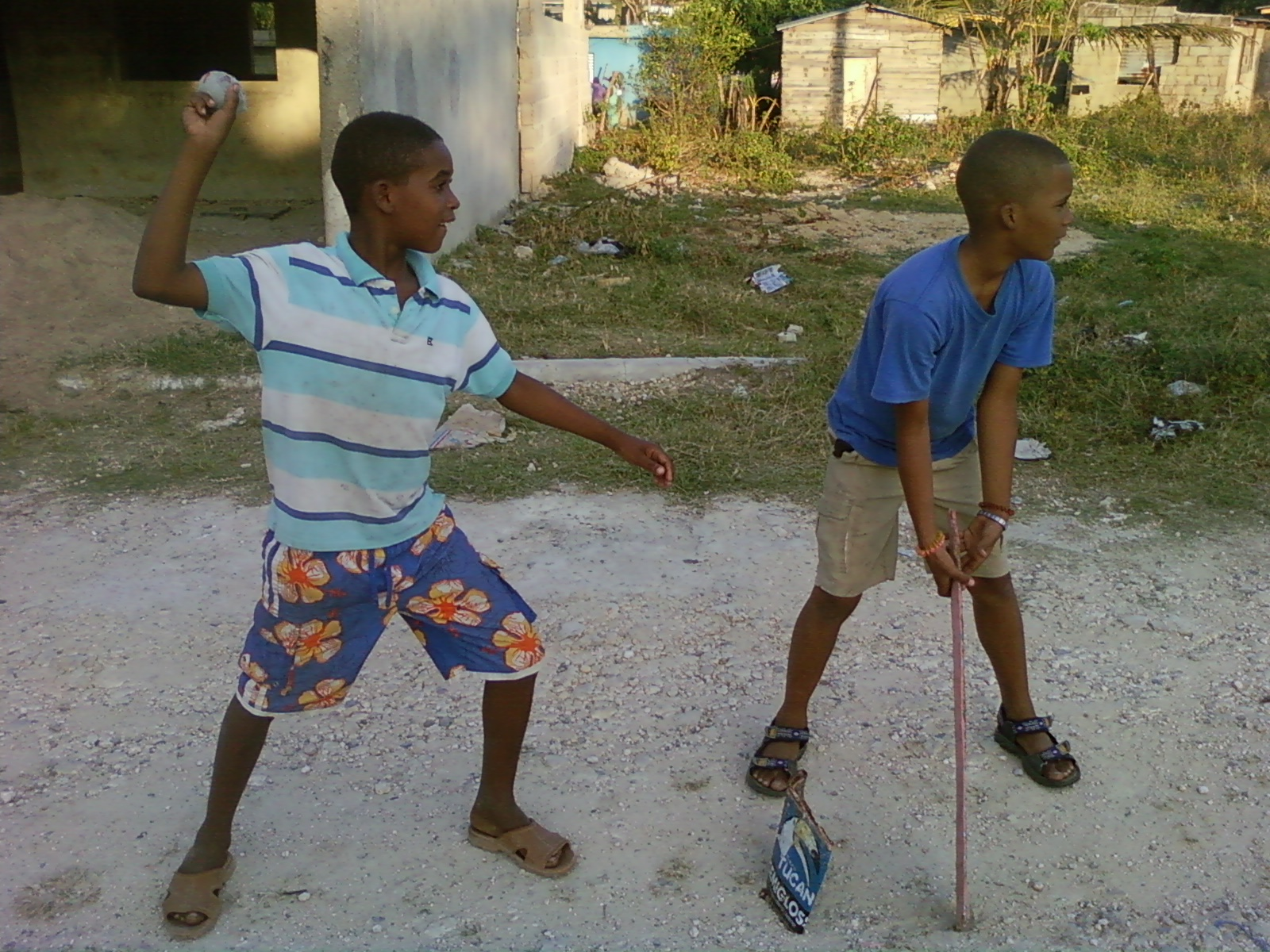
El lanzador lanza la pelota.

Hay dos equipos de dos jugadores, y un equipo tiene los bates. También hay dos placas (que son chapas de vehículo; también se puede utilizar latas), y cada una está puesta en el suelo  distanciada de la otra; cerca de cada placa, se dibuja un círculo en el suelo. 
Un jugador del equipo que no batea tiene la pelota, y la tira desde una placa a la otra para derrumbarla; un bateador defiende esa placa con su bate, y si le  pega a la pelota, él y su equipo (quienes está cerca de la otra placa) pueden correr entre las placas para ganar puntos. Si el equipo que no batea tumba una placa con la pelota antes que el  bateador pueda poner su bate en el círculo cerca de la placa (run out), entonces los equipos cambian de lugar.